# Muskingum County
Muskingum County er et county i den amerikanske delstat Ohio. Amtet havde en befolkningen på 84.585 i 2000. Dets administration er placeret i Zanesville. 

## Demografi
Ifølge folketællingen fra 2000 boede der 84,585 personer i amtet. Der var 32,518 husstande med 22,860 familier. Befolkningstætheden var 49 personer pr. km². Befolkningens etniske sammensætning var som følger: 93.91 % hvide, 4.01 % afroamerikanere.
Der var 32,518 husstande, hvoraf 33.30% havde børn under 18 år boende. 54.30 % var ægtepar, som boede sammen, 12.00 % havde en enlig kvindelig forsøger som beboer, og 29.70 % var ikke-familier. 24.90 % af alle husstande bestod af enlige, og i 10.90 % af tilfældene boede der en person som var 65 år eller ældre.
Gennemsnitsindkomsten for en husstand var $35.185 årligt, mens gennemsnitsindkomsten for en familie var på $41.938 årligt.